# 国際連合地名標準化会議
国際連合地名標準化会議（こくさいれんごうちめいひょうじゅんかかいぎ、英: United Nations Conference on the Standardization of Geographical Names, 略語: UNCSGN）は、国際連合経済社会理事会の下部機関である国連統計委員会によって定期的に開催される国際会議。地名の標準化、用語の定義、表記方法等について技術的観点から専門家による議論が行われる。1967年以降、5年ごとに開催されている。
下部機関として、地理学的名称に関する国連専門家グループ（ちりがくてきめいしょうにかんするこくれんせんもんかぐるーぷ、英: United Nations Group of Experts on Geographical Names, 略語: UNGEGN）があり、UNCSGNが開催される年とその間に（5年間に3回）会合が開かれる。

## 地名標準化会議における問題提起
1992年の第6回国際連合地名標準化会議において大韓民国及び朝鮮民主主義人民共和国代表団が、国際的に認知されている日本海 (Sea of Japan / Japan Sea) の名称は日本帝国主義の残滓であると批判して呼称問題を提起した。日本代表団は直ちに反論を行った。
また、1998年に行われた第7回会議においても同様の議論がなされた。
2002年8月27日から9月5日にかけてベルリンでの第8回国際連合地名標準化会議においても韓国及び北朝鮮代表団が日本海の呼称について問題を取り上げた。しかし、日本代表団の反論の結果、この問題は関係国間で解決に努力すべきであるとされて「個々の国は、国際社会に対して個別の名称を押し付けることはできず、地名の標準化はコンセンサスがある場合にのみ促進される」との議長要旨が発表された。
2017年に国連本部で開催された11回国際連合地名標準化会議において、大韓民国代表団から東海との名称を併記すべきとの主張がなされたが、これに対し日本政府代表部の川村泰久国連大使から、日本海という呼称は唯一の国際的呼称であり、韓国側の主張は「政治目的に基づいた一方的な行為」であるとの批判がなされた。